# Бобрищев-Пушкін Микола Сергійович
Бобрищев-Пушкін Микола Сергійович (21 серпня 1800 — 13 травня 1871) — декабрист, поручик квартирмейстерської частини. Брат  Бобрищева-Пушкіна Павла Сергійовича. Поет.

## Біографія
Народився в  Москві в сім'ї поміщика  Тульської губернії Сергія Павловича Бобрищева-Пушкіна, мати — Наталя Миколаївна Озерова. Виховувався вдома, потім у Московському університетському пансіоні і в  Московському навчальному закладі для колонновожатих (1818–1819), звідки випущений прапорщиком в Головну квартиру 2-ї армії. У 1820–1821 роках перебував на  зйомці в  Подільській губернії. У 1825 році — поручик квартирмейстерської частини.
Член  Союзу благоденства (з 1820 — початку 1821) і  Південного товариства. Знав цілі товариства. Читав уривки  «Руської правди». Брав участь у приховуванні паперів  Пестеля після його арешту.  Юшневський наполегливо вимагав знищення  «Руської правди», але Бобрищева-Пушкін вирішили, що крайньої небезпеки ще немає і закопали папери Пестеля недалеко від Кирсанівки.
Заарештований 8 січня 1826 року в Тульчині, доставлений до  Петербурга і 16 січня 1826 року ув'язнений у  Петропавловську фортецю.
Засуджений за VIII розряду до заслання довічно. У серпні 1826 року відправлений на поселення в Середньйоколимськ Якутській області, звідки вчинив спробу втечі. У 1827 році переведений в Туруханськ. За власним бажанням і з найвищого дозволу в 1827 вступив до Троїцького монастиря поблизу Туруханська. Під час заслання зійшов з розуму. В 1831 році переведений з монастиря до божевільні в Красноярську. У 1833 році до Красноярську прибув на поселення його брат  Павло Сергійович. У 1839 році обидва брати переведені до Тобольська, куди прибули в лютому 1840 року. Микола Сергійович був поміщений в будинок для божевільних. За клопотанням батька і сестри 11 січня 1856 дозволено повернутися на батьківщину, в  Тульську губернію. У березні 1856 року прибув до маєтку сестри с. Коростіно, де Микола Бобрищев-Пушкін і помер. Могила не збереглася.
В юності займався літературною діяльністю. Поет. Друкувався в журналі «Син батьківщини» (оригінальна назва рос. «Сын отечества»).

## Нагороди
10 липня 1822 року нагороджений  орденом Святої Анни 4 ступеня за працю з  топографічної зйомки.